# Suore di Santa Maria dell'Oregon
Le Suore di Santa Maria dell'Oregon (in inglese Sisters of St. Mary of Oregon) sono un istituto religioso femminile di diritto pontificio: le suore di questa congregazione pospongono al loro nome la sigla S.S.M.O.

## Storia

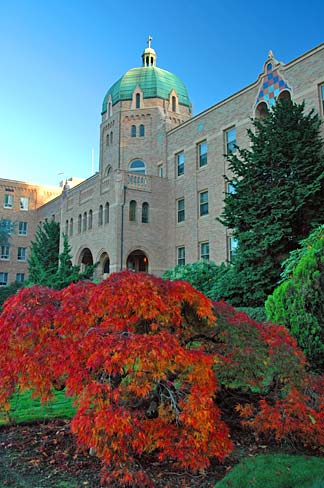
La sede di Beaverton dell'istituto

La congregazione, detta inizialmente delle Suore del Preziosissimo Sangue, fu fondata il 14 agosto 1886 a Sublimity dal redentorista William Hickley Gross, arcivescovo di Oregon City, per l'istruzione catechetica in parrocchia.
Poiché Sublimity era lontana dalle vie di comunicazione, la casa-madre fu presto trasferita a Beaverton; lo sviluppo della congregazione fu favorito da Alexander Christie, arcivescovo dal 1899, che mutò la denominazione delle religiose in Suore di Santa Maria.
L'istituto, che segue la regola di sant'Agostino, ricevette il pontificio decreto di lode l'11 novembre 1926 e l'approvazione definitiva il 1º maggio 1934.

## Attività e diffusione
Le suore si dedicano all'educazione della gioventù.
Le suore sono presenti solo negli Stati Uniti d'America; la sede generalizia è a Beaverton, nell'Oregon.
Alla fine del 2011 la congregazione contava 67 religiose in 2 case.